# Integral
No cálculo, a integral é o análogo contínuo de uma soma discreta, usada para calcular áreas, volumes e suas generalizações. A integral foi desenvolvida originalmente para resolver certos problemas na matemática e na física, tais como determinar a área sob uma curva no plano cartesiano e para determinar o deslocamento a partir da velocidade.
O processo de se calcular a integral de uma função é chamado de integração. Juntamente com a diferenciação, a integração é uma das operações fundamentais do cálculo. A integral indefinida também é conhecida como antiderivada ou primitiva.
Diferentemente da noção associada de derivação, existem várias definições para a integração, todas elas visando a resolver alguns problemas conceituais relacionados a limites, continuidade e existência de certos processos utilizados na definição. Estas definições diferem porque existem funções que podem ser integradas segundo alguma definição, mas não podem segundo outra.

## Definição formal e notação

### Integral definida

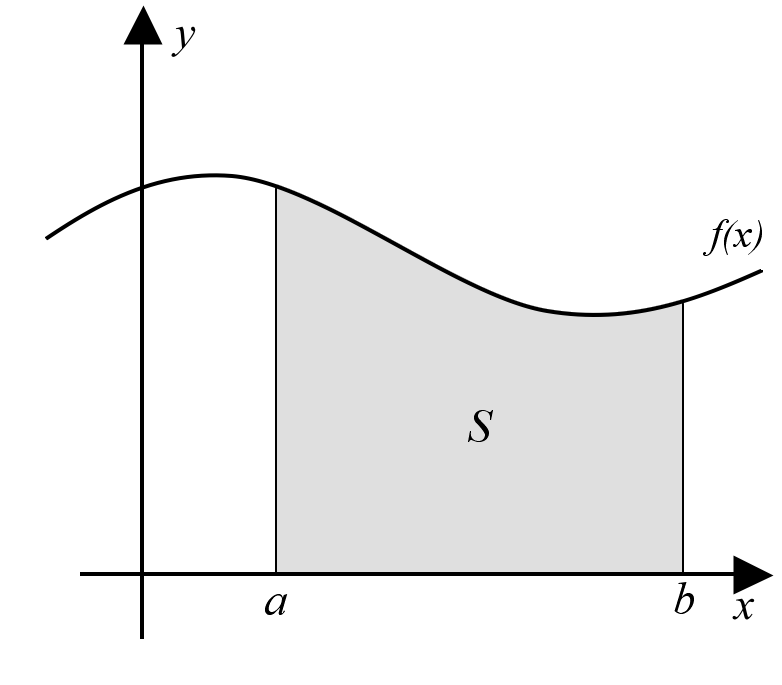
Calculando a área abaixo de uma curva (função f(x)).

Seja {\displaystyle f} uma função contínua definida no intervalo {\displaystyle [a,b].} A integral definida desta função é denotada comː
| Em linguagem matemática                                               | Em português |
| --------------------------------------------------------------------- | --- |
| {\displaystyle S={\int _{a}^{b}}{f(x)}dx}                             | {\displaystyle S} é a integral da função {\displaystyle {f(x)},} no intervalo entre {\displaystyle a} e {\displaystyle b.} {\displaystyle {\int }} é o sinal da integral, {\displaystyle {f(x)}} é o integrando e os pontos {\displaystyle {a}} e {\displaystyle {b}} são os limites (inferior e superior, respectivamente) de integração. |
| Onde {\displaystyle {f}:\left[{a},{b}\right]\rightarrow \mathbb {R} } | {\displaystyle {f}} é uma função com domínio no espaço fechado [a,b] (com {\displaystyle {a}\leq x\leq {b}}) e com imagem no conjunto dos números reais |

Integral da função sobre o intervalo O valor da soma de Riemann truncada em sub-intervalos é indicado por

A ideia desta notação utilizando um S comprido é generalizar a noção de somatório. Isto porque, intuitivamente, a integral de {\displaystyle {f(x)}} sobre o intervalo {\displaystyle [a,b]} pode ser entendida como a soma de pequenos retângulos de base {\displaystyle \Delta x} tendendo a zero e altura {\displaystyle {f(x_{i}^{*})},} onde o produto {\displaystyle {f(x_{i}^{*})}\Delta x} é a área deste retângulo. A soma de todas estas pequenas áreas (áreas infinitesimais), fornece a área entre a curva {\displaystyle y=f(x)} e o eixo das abscissas. Mais precisamente, pode-se dizer que a integral acima é o valor limite da soma:
| Em linguagem matemática                                                                            | Em português |
| -------------------------------------------------------------------------------------------------- | --- |
| {\displaystyle {\int _{a}^{b}}{f(x)}dx=\lim _{\Delta x\to 0}\sum _{i=0}^{n}{f(x_{i}^{*})}\Delta x} | A integral de {\displaystyle {f(x)}} no intervalo [a,b] é igual ao limite do somatório de cada um dos valores que a função f(x) assume, de 0 a n, multiplicados por {\displaystyle \Delta x.} O que se espera é que quando n for muito grande o valor da soma acima se aproxime do valor da área abaixo da curva e, portanto, da integral de {\displaystyle {f(x)}} no intervalo. Ou seja, que o limite esteja definido. A definição de integral aqui apresentada é chamada de soma de Riemann, mas há outras formas (equivalentes). |
| onde {\displaystyle \Delta x={\frac {b-a}{n}}}                                                     | Comprimento dos pequenos subintervalos nos quais se divide o intervalo [a,b]. Os extremos destes intervalos são os números {\displaystyle x_{0}\left(=a\right),x_{1},...x_{n}\left(=b\right).} |
| onde {\displaystyle x_{i}^{*}=\lim _{\Delta x\to 0}i\cdot \Delta x+a}                              | Equivale a um ponto num intervalo de {\displaystyle a} até {\displaystyle b} da função quando o valor do número de termos {\displaystyle n} tende a infinito ou equivalentemente quando o valor de {\displaystyle \Delta x} tende a 0,nesse caso a letra {\displaystyle i} define o enésimo termo de uma sequência infinita ligada aos valores que cada {\displaystyle x_{i}^{*}} assumirá. |
| onde {\displaystyle {f(x_{i}^{*})}}                                                                | Valor ("altura") da função {\displaystyle {f(x)}} quando x é igual ao ponto amostral {\displaystyle x_{i}^{*},} definido como um ponto que está no subintervalo {\displaystyle \left[x_{i-1},x_{i}\right]} (podendo até mesmo ser um destes pontos extremos do subintervalo). |

O que é o integral (animação)

Uma integral definida pode ser própria ou imprópria, convergente ou divergente. Neste último caso, ela representa uma área infinita.

### Integral indefinida
A integral indefinida de {\displaystyle f(x)}  é a função (ou família de funções) definida porː
{\displaystyle \int {f(x)}dx=F(x)+C}
em que {\displaystyle C} é uma constante indeterminada e {\displaystyle F(x)} é uma antiderivada ou primitiva de {\displaystyle f(x),} i.e. {\displaystyle F'(x)=f(x).} A notação {\displaystyle \int f(x)dx} é lida como: a integral de {\displaystyle f(x)} em relação a {\displaystyle x.}
É importante saber-se distinguir a integral definida da integral indefinida. Uma integral definida é um número, enquanto uma integral indefinida é uma função (ou uma família de funções). Como consideramos a integral como uma antiderivada, ou seja, o inverso da derivada, colocamos a constante {\displaystyle C} pois a derivada da constante resulta em {\displaystyle 0,} restando assim apenas a derivada de {\displaystyle F(x)} que nada mais é do que a própria função {\displaystyle f(x).} Logo, temos uma primitiva para cada valor de {\displaystyle C}.

## Teorema Fundamental do Cálculo
O Teorema Fundamental do Cálculo estabelece que se {\displaystyle f(x)} for contínua em {\displaystyle [a,b],} entãoː
{\displaystyle \int _{a}^{b}f(x)dx=F(b)-F(a)}
onde, {\displaystyle F(x)} é uma antiderivada de {\displaystyle f(x).}
De forma mais geral, este teorema afirma que se {\displaystyle f(x)} é uma função contínua em um intervalo {\displaystyle I} então, para qualquer {\displaystyle a\in I,} temos que:
{\displaystyle F(x)=\int _{a}^{x}f(t)dt}
é uma antiderivada de {\displaystyle f(x)} definida para todo {\displaystyle x\in I.} Ou seja:
{\displaystyle {\frac {d}{dx}}\left[\int _{a}^{x}f(t)dt\right]=f(x).}
Seja {\displaystyle f(x)} é uma função não-negativa definida em um intervalo {\displaystyle I} e {\displaystyle a\in I.} Para cada ponto {\displaystyle x>a,} a área {\displaystyle A} sob o gráfico de {\displaystyle f(x)} restrita ao intervalo {\displaystyle [a,x]} é função de {\displaystyle x,} i.e. {\displaystyle A=A(x).} Neste caso, como consequência do Teorema Fundamental do Cálculo temos que a derivada da área {\displaystyle A} é igual a função {\displaystyle f(x),} i.e. {\displaystyle A'(x)=f(x)}.

## Cálculo de integrais
O teorema fundamental do cálculo fornece a principal ferramenta para o cálculo de integrais, pois ao conhecer uma função {\displaystyle F(x)} cuja derivada é igual ao integrando {\displaystyle f(x)}, obtém-se a integral, que é igual a {\displaystyle F(x)} somada a uma constante {\displaystyle C} que independe de {\displaystyle x}. Tal constante é tradicionalmente adicionada após o término do cálculo da parte da integral que independe de {\displaystyle x}. Valendo-se também que a integral da soma de duas funções é a soma das respectivas integrais e que a integral de uma função multiplicada por uma constante é a constante que multiplica a integral da função, pode-se compilar uma lista de integrais relacionadas às funções mais fundamentais, como polinômios, funções trigonométricas, a função exponencial e a função logarítmica. Por exemplo, a derivada da função {\displaystyle F(x)=x^{2}} é {\displaystyle f(x)=2x}. Portanto, como {\displaystyle F} é antiderivada de {\displaystyle f}, temos (omitindo a constante aditiva por conveniência) que:
{\displaystyle \int 2xdx=x^{2}}
Utilizando a propriedade de que a constante 2 em "2x" pode ser "retirada para fora" da integral, podemos escrever que:
{\displaystyle 2\left(\int xdx\right)=x^{2}\implies \int xdx={\frac {x^{2}}{2}}}
Esse argumento pode ser repetido para outras potências de {\displaystyle x}, como {\displaystyle x^{3}}, {\displaystyle x^{4}}, etc. Em geral, a função {\displaystyle F(x)={\frac {x^{n+1}}{n+1}}} tem como derivada {\displaystyle f(x)=x^{n}}, sendo {\displaystyle n} um número real diferente de -1 (pois o denominador da fração {\displaystyle {\frac {x^{n+1}}{n+1}}} não pode ser nulo). Logo, temos a integral de qualquer potência de {\displaystyle x} (à exceção de {\displaystyle 1/x}):
| {\displaystyle \int x^{n}dx={\frac {x^{n+1}}{n+1}}} |

## Cálculo de integrais definidas
Suponhamos uma função {\displaystyle f(x)} e duas funções em escada {\displaystyle t(x)} e {\displaystyle s(x),} onde {\displaystyle t(x)\leq f(x)\leq s(x)} para todo {\displaystyle x\in \mathbb {R} .} Como as funções em escada possuem áreas definidas como retângulos, podemos achar funções em escada que formem retângulos com a bases cada vez mais estreitas, assim a soma das áreas dos retângulos se aproximam cada vez mais da área de {\displaystyle f(x)}. Portanto, temos que
{\displaystyle \int \limits _{a}^{b}t(x)dx\leq \int \limits _{a}^{b}f(x)dx\leq \int \limits _{a}^{b}s(x)dx}
Onde {\displaystyle a} e {\displaystyle b} são os intervalos de integração. A base de cada retângulo de {\displaystyle t(x)} e {\displaystyle s(x)} é dada por
{\displaystyle {\frac {b-a}{n}}}
onde n é um número inteiro positivo que representa o número de retângulos, ou o número de subintervalos de {\displaystyle [a,b].} A área de cada retângulo é dada pelo produto entre sua base e sua altura. Portanto temos a área de cada retângulo:
{\displaystyle {\frac {b-a}{n}}f(x_{k})}
onde {\displaystyle k} é um número inteiro positivo, que representa o subintervalo, ou seja, {\textstyle x_{k}=a+k{\frac {(b-a)}{n}}.} O {\displaystyle x_{k}} nos dá a posição no eixo {\displaystyle x} de cada subintervalo.
Já que {\displaystyle t(x)} e {\displaystyle s(x)} são funções em escada, pela relação {\displaystyle t(x)\leq f(x)\leq s(x)} temos que {\displaystyle s_{n}(x)=f(x_{k-1}),\quad t_{n}(x)=f(x_{k}).} Portanto
{\displaystyle \sum _{k=1}^{n}f(x_{k}){\frac {b-a}{n}}\leq \int \limits _{a}^{b}f(x)dx\leq \sum _{k=0}^{n-1}f(x_{k}){\frac {b-a}{n}}}
{\displaystyle {\frac {b-a}{n}}\sum _{k=1}^{n}f(x_{k})\leq \int \limits _{a}^{b}f(x)dx\leq {\frac {b-a}{n}}\sum _{k=0}^{n-1}f(x_{k})}
Isso significa que a integral de qualquer função {\displaystyle f(x)} de área mensurável está entre a área de todos os retângulos superiores e retângulos inferiores. Portanto, a área de qualquer função {\displaystyle f(x)} obedece à equação acima.
Pelas duas equações anteriores fica claro a razão da integral ser denotada com um {\displaystyle dx,} ele significa um intervalo (retângulo) infinitesimal, que surge quando {\displaystyle n} tende ao infinito.

### Integral de polinômios
Começando pela desigualdade
{\displaystyle \sum _{k=1}^{n-1}k^{p}<{\frac {n^{p+1}}{p+1}}<\sum _{k=1}^{n}k^{p}}
Multiplicamos todos os termos por {\displaystyle {\frac {b^{p+1}}{n^{p+1}}}}
{\displaystyle {\frac {b}{n}}\sum _{k=1}^{n-1}\left({\frac {kb}{n}}\right)^{p}<{\frac {b^{p+1}}{p+1}}<{\frac {b}{n}}\sum _{k=1}^{n}\left({\frac {kb}{n}}\right)^{p}}
Fazendo {\displaystyle f(x)=x^{p}} e {\displaystyle x_{k}={\frac {kb}{n}}} para {\displaystyle k=0,1,2,...,n} ficamos com
{\displaystyle {\frac {b}{n}}\sum _{k=0}^{n-1}f(x_{k})<{\frac {b^{p+1}}{p+1}}<{\frac {b}{n}}\sum _{k=1}^{n}f(x_{k})}
Portanto
{\displaystyle \int \limits _{0}^{b}x^{p}dx={\frac {b^{p+1}}{p+1}}}
Podemos, fazendo uso da propriedade aditiva das integrais, generalizar para todo intervalo {\displaystyle [a,b]:}
{\displaystyle \int \limits _{a}^{b}x^{p}dx=\int \limits _{0}^{b}x^{p}dx-\int \limits _{0}^{a}x^{p}dx}
{\displaystyle \int \limits _{a}^{b}x^{p}dx={\frac {b^{p+1}-a^{p+1}}{p+1}}}
Que também pode ser escrito como:
{\displaystyle \int \limits _{a}^{b}x^{p}dx={\frac {x^{p+1}}{p+1}}{\Biggr |}_{a}^{b}}

#### Exemplo de integração de polinômios
{\displaystyle A=\int \limits _{2}^{5}2x^{2}dx}
Pelas propriedades das integrais, a constante {\displaystyle 2} fica fora da integral, portanto obtemos
{\displaystyle A=2\int \limits _{2}^{5}x^{2}=2{\frac {x^{3}}{3}}{\Biggr |}_{2}^{5}=2{\frac {5^{3}-2^{3}}{3}}=78}

## Passo-a-Passo

### Fórmula das Primitivas
{\displaystyle \int a\cdot x^{n}dx={\frac {a\cdot x^{n+1}}{n+1}}}
Exemplo:
Cada membro da função é tratado como uma função em separado, para em seguida ser efetuada a soma entre eles e gerar outra função, a função na qual se substitui o valor de X pelos valores do intervalo. Feito isso, usa-se o teorema do cálculo para chegar ao valor da integral.
No intervalo (0,3)
{\displaystyle f(x)=x^{2}+2x+4}{\displaystyle \int x^{2}dx+\int (2x)dx+\int (4)dx}
Aqui usa-se a Fórmula da Primitiva em cada integral.
{\displaystyle {\frac {x^{2+1}}{2+1}}+{\frac {2\cdot x^{1+1}}{1+1}}+{\frac {4\cdot x^{0+1}}{0+1}}}
Gera-se a outra função, que será usada para substituir os valores do intervalo.
{\displaystyle {\frac {x^{3}}{3}}+{\frac {2\cdot x^{2}}{2}}+4\cdot x}
Para x = 0
{\displaystyle f(a)=0}
Para x = 3
{\displaystyle {\frac {3^{3}}{3}}+{\frac {2\cdot 3^{2}}{2}}+4\cdot 3}{\displaystyle f(b)=30}

## Aplicação do teorema fundamental do Cálculo

Aproximações da integral de √x de 0 a 1, com ■ 5 amostras à direita (acima) e ■ 12 amostras à esquerda (abaixo)

{\displaystyle \int _{a}^{b}{\frac {d}{dx}}f(x)dx=f(b)-f(a)}{\displaystyle \int _{0}^{3}(x^{2}+2x+4)dx={\frac {3^{3}}{3}}+{\frac {2,3^{2}}{2}}+4,3-0=3^{2}+3^{2}+12=9+9+12=30}

## Exemplos de integração
Estas são as integrais de algumas das funções mais comuns:
{\displaystyle \int _{a}^{b}1dx=x|_{a}^{b}=(b-a)} (Integral da função constante)
{\displaystyle \int _{a}^{b}xdx={\frac {1}{2}}x^{2}|_{a}^{b}={\frac {1}{2}}(b^{2}-a^{2})} (Integral da função f(x) = x )
Por definição a barra {\displaystyle f(x)|_{a}^{b}} é utilizada com o significado da diferença {\displaystyle f(b)-f(a)}

## Aplicações de integrais na Física
Uma das mais famosas aplicações das integrais é no conceito físico de trabalho. Na Física, o trabalho é definido como a quantidade de energia transferida ao aplicar-se uma força produzindo um deslocamento. Matematicamente, o trabalho realizado por uma força constante é expresso pela equaçãoː
{\displaystyle W=Fx}
Onde {\displaystyle W} é o trabalho (medido em Joules), {\displaystyle F} a força (medida em newtons) e {\displaystyle x} o deslocamento (medido em metros). Portanto, se temos uma força não constante, que varia em função da posição, temos que somar cada quantidade de trabalho produzida pela força em um deslocamento infinitesimal. Assim podemos integrar a força em relação ao deslocamentoː
{\displaystyle W=\int _{a}^{b}f(x)dx}
onde {\displaystyle f(x)} é a força em função da posição, e {\displaystyle dx} representa um deslocamento infinitesimal. Com base nas definições de integral, fica claro que esta integral representa a soma de cada trabalho exercido por uma força em deslocamentos infinitesimais.

### Exemplo
Suponhamos que para mover uma partícula se aplica uma força dada pela função
{\displaystyle f(x)=x^{2}+2x}
onde {\displaystyle x} é a posição da partícula. Para calcularmos o trabalho realizado ao mover a partícula da posição {\displaystyle x=1} até à posição {\displaystyle x=3,} integramos a função em relação à posição:
{\displaystyle W=\int _{1}^{3}(x^{2}+2x)dx={\frac {x^{3}}{3}}+x^{2}{\Biggr |}_{1}^{3}={\frac {50}{3}}}

## Integrais em coordenadas polares
A integral pode ser generalizada para funções polares considerando funções polares em escada assim como na integral de funções em coordenadas cartesianas. Definindo uma função polar {\displaystyle f} e duas funções polares em escada {\displaystyle s} e {\displaystyle t} que dividem a área sob {\displaystyle f} em {\displaystyle n} subintervalos abertos {\displaystyle (\theta _{k-1},\theta _{k})} tal que {\displaystyle s<f<t,} temos cada subintervalo de {\displaystyle s} como um arco de circunferência de raio {\displaystyle s_{k}} e de ângulo {\displaystyle \theta _{k}-\theta _{k-1}}radianos (o mesmo para {\displaystyle t_{k}}). Através da equação do arco de circunferência, temos que a área de cada subintervalo de {\displaystyle s} é dada por
{\displaystyle {\frac {1}{2}}(\theta _{k}-\theta _{k-1})s_{k}^{2}}
e de {\displaystyle t} por
{\displaystyle {\frac {1}{2}}(\theta _{k}-\theta _{k-1})t_{k}^{2}}
Logo, as áreas sob {\displaystyle s} e {\displaystyle t} são dadas pelo somatório da área de cada subintervalo, o que é dado pelas integrais
{\displaystyle a(S)={\frac {1}{2}}\int _{a}^{b}s^{2}(\theta )d\theta }
{\displaystyle a(T)={\frac {1}{2}}\int _{a}^{b}t^{2}(\theta )d\theta }
Em que {\displaystyle d\theta } representa um intervalo {\displaystyle (\theta _{k}-\theta _{k-1})} infinitesimal. Por conseguinte temos as desigualdades
{\displaystyle \int _{a}^{b}s^{2}(\theta )d\theta \leq 2a(F)\leq \int _{a}^{b}f^{2}(\theta )d\theta }
Logo
{\displaystyle a(F)={\frac {1}{2}}\int _{a}^{b}f^{2}(\theta )d\theta }
E esta é a definição da integral de uma função polar.

## Definições de integral
Para definições do processo de integração mais rigorosas veja os links abaixo:
- Integral de Riemann
- Integral de Lebesgue
- Integral de Riemann-Stieltjes
- Integral de Henstock–Kurzweil ou integral de Gauge